# マッドハウス (シルバー・コンベンションのアルバム)
『マッドハウス』(Madhouse) は、西ドイツのユーロディスコのグループであったシルバー・コンベンションのコンセプト・アルバムであり、当時のグループ編成はペニー・マクリーン、ラモナ・ヴルフ、ロンダ・ヒースの3人のボーカリストと、プロシューサーでソングライターでもあるミヒャエル・クンツェとシルヴェスター・リーヴァイから成っていた。このアルバムは、以前リリースした作品に比べ「よりファンキーな (funkier)」なものと考えられている。このアルバムは、一定の成功を収め、当時のディスコ・クラブでかなりの機会に流されたが、チャートの上ではシルバー・コンベンションとしての過去の2作品よりも低い位置にとどまり、『ビルボード』誌のブラック・アルバム・チャートでも最高46位までしか上昇しなかった。後にこのアルバムは、一部の国々において、iTunes 上でリリースされた。

## 評価
| 専門評論家によるレビュー                                                         | 専門評論家によるレビュー |
| レビュー・スコア                                                                 | レビュー・スコア         |
| 出典                                                                             | 評価                     |
| -------------------------------------------------------------------------------- | ------------------------ |
| Allmusic                                                                         | [ 3 ]                    |
| Christgau's Record Guide: Rock Albums of the Seventies\|Christgau's Record Guide | B                        |

『銀河の妖精』がシルバー・コンベンションの最も本質的なアルバムであることに変わりはないが、『マッドハウス』はそれに肉薄するくらいの第2位である (Save Me remains the Silver Convention's most essential album, but Madhouse runs a close second) - アレックス・ヘンダーソン (Alex Henderson) （Allmusic）

## トラックリスト
全曲、ステファン・プラガーとシルヴェスター・リーヴァイの作品。
Side one
1. マッドハウス / Madhouse
2. プラスティック・ピープル / Plastic People
3. ノット・ア・スロット・マシーン / I'm Not a Slot Machine
4. ファンシー・パーティ / Fancy Party

Side two
1. ダンシング・イン・ジ・アイル / Dancing in the Aisle
2. トーキング・バウト・タブ / Everybody's Talking 'Bout Love
3. マジック・マウンテン / Magic Mountain
4. ミッドナイト・レディ / Midnight Lady
5. ランド・オブ・メイク・ビリーブ / Land of Make Believe
6. マッドハウス（フィナーレ） / Madhouse (Finale)

## 週間チャート
| チャート（1977年）                              | 最高位 |
| ----------------------------------------------- | ------ |
| オーストラリア (ケント・ミュージック・レポート) | 61     |